# The Real Housewives of Atlanta
The Real Housewives of Atlanta (förkortat RHOA) är en amerikansk reality-TV-serie som hade premiär 12 maj 2009 på Bravo. Serien blev det tredje tillskottet i den populära media-franchisen The Real Housewives efter The Real Housewives of Orange County och New York City. Den har visats i åtta säsonger och följer några kvinnors vardag som boende i Atlanta.

## Tidslinje över medverkande
| Medverkande          | Säsonger             | Säsonger            | Säsonger            | Säsonger            | Säsonger            | Säsonger            | Säsonger            | Säsonger            | Säsonger            | Säsonger            | Säsonger            | Säsonger            | Säsonger            | Säsonger            | Säsonger            | Säsonger            |
| Medverkande          | 1                    | 2                   | 3                   | 4                   | 5                   | 6                   | 7                   | 8                   | 9                   | 10                  | 11                  | 12                  | 13                  | 14                  | 15                  | 16                  |
|                      | Senaste medverkande  | Senaste medverkande | Senaste medverkande | Senaste medverkande | Senaste medverkande | Senaste medverkande | Senaste medverkande | Senaste medverkande | Senaste medverkande | Senaste medverkande | Senaste medverkande | Senaste medverkande | Senaste medverkande | Senaste medverkande | Senaste medverkande | Senaste medverkande |
| -------------------- | -------------------- | ------------------- | ------------------- | ------------------- | ------------------- | ------------------- | ------------------- | ------------------- | ------------------- | ------------------- | ------------------- | ------------------- | ------------------- | ------------------- | ------------------- | ------------------- |
| Phaedra Parks        |                      |                     | Huvudroll           | Huvudroll           | Huvudroll           | Huvudroll           | Huvudroll           | Huvudroll           | Huvudroll           |                     |                     |                     |                     |                     |                     | Huvudroll           |
| Porsha Williams      |                      |                     |                     |                     | Huvudroll           | Huvudroll           | Vän                 | Huvudroll           | Huvudroll           | Huvudroll           | Huvudroll           | Huvudroll           | Huvudroll           |                     |                     | Huvudroll           |
| Drew Sidora          |                      |                     |                     |                     |                     |                     |                     |                     |                     |                     |                     |                     | Huvudroll           | Huvudroll           | Huvudroll           | Huvudroll           |
| Shamea Morton Mwangi |                      |                     |                     |                     | Gäst                |                     |                     | Vän                 | Gäst                | Gäst                | Gäst                | Gäst                | Gäst                |                     | Gäst                | Huvudroll           |
| Brittany Eady        |                      |                     |                     |                     |                     |                     |                     |                     |                     |                     |                     |                     |                     |                     |                     | Huvudroll           |
| Kelli Ferrell        |                      |                     |                     |                     |                     |                     |                     |                     |                     |                     |                     |                     |                     |                     |                     | Huvudroll           |
| Angela Oakley        |                      |                     |                     |                     |                     |                     |                     |                     |                     |                     |                     |                     |                     |                     |                     | Huvudroll           |
|                      | Tidigare medverkande |                     |                     |                     |                     |                     |                     |                     |                     |                     |                     |                     |                     |                     |                     |                     |
| NeNe Leakes          | Huvudroll            | Huvudroll           | Huvudroll           | Huvudroll           | Huvudroll           | Huvudroll           | Huvudroll           | Gäst                |                     | Huvudroll           | Huvudroll           | Huvudroll           |                     |                     |                     |                     |
| Shereé Whitfield     | Huvudroll            | Huvudroll           | Huvudroll           | Huvudroll           |                     |                     |                     | Vän                 | Huvudroll           | Huvudroll           |                     |                     | Gäst                | Huvudroll           | Huvudroll           |                     |
| Kim Zolciak-Biermann | Huvudroll            | Huvudroll           | Huvudroll           | Huvudroll           | Huvudroll           |                     |                     |                     | Gäst                | Vän                 |                     |                     |                     |                     | Gäst                |                     |
| Lisa Wu-Hartwell     | Huvudroll            | Huvudroll           | Gäst                |                     |                     |                     |                     |                     | Gäst                | Gäst                |                     |                     |                     | Gäst                | Gäst                |                     |
| DeShawn Snow         | Huvudroll            |                     |                     |                     |                     |                     |                     |                     |                     |                     |                     |                     |                     | Gäst                | Gäst                |                     |
| Kandi Burruss        |                      | Huvudroll           | Huvudroll           | Huvudroll           | Huvudroll           | Huvudroll           | Huvudroll           | Huvudroll           | Huvudroll           | Huvudroll           | Huvudroll           | Huvudroll           | Huvudroll           | Huvudroll           | Huvudroll           |                     |
| Cynthia Bailey       |                      |                     | Huvudroll           | Huvudroll           | Huvudroll           | Huvudroll           | Huvudroll           | Huvudroll           | Huvudroll           | Huvudroll           | Huvudroll           | Huvudroll           | Huvudroll           |                     | Gäst                | Vän                 |
| Kenya Moore          |                      |                     |                     |                     | Huvudroll           | Huvudroll           | Huvudroll           | Huvudroll           | Huvudroll           | Huvudroll           | Gäst                | Huvudroll           | Huvudroll           | Huvudroll           | Huvudroll           | TBA                 |
| Claudia Jordan       |                      |                     |                     |                     |                     |                     | Huvudroll           | Gäst                |                     |                     |                     |                     | Gäst                |                     |                     |                     |
| Kim Fields           |                      |                     |                     |                     |                     |                     |                     | Huvudroll           |                     |                     |                     |                     |                     |                     |                     |                     |
| Shamari DeVoe        |                      |                     |                     |                     |                     |                     |                     |                     |                     |                     | Huvudroll           |                     |                     |                     |                     |                     |
| Eva Marcille         |                      |                     |                     |                     |                     |                     |                     |                     |                     | Vän                 | Huvudroll           | Huvudroll           | Gäst                |                     |                     |                     |
| Marlo Hampton        |                      |                     |                     | Vän                 |                     | Gäst                |                     | Gäst                | Gäst                | Vän                 | Vän                 | Vän                 | Vän                 | Huvudroll           | Huvudroll           |                     |
| Sanya Richards-Ross  |                      |                     |                     |                     |                     |                     |                     |                     |                     |                     |                     |                     |                     | Huvudroll           | Huvudroll           |                     |
|                      | Övriga medverkande   |                     |                     |                     |                     |                     |                     |                     |                     |                     |                     |                     |                     |                     |                     |                     |
| Demetria McKinney    |                      |                     |                     |                     |                     |                     | Vän                 | Gäst                |                     |                     |                     |                     |                     |                     |                     |                     |
| Tanya Sam            |                      |                     |                     |                     |                     |                     |                     |                     |                     |                     | Vän                 | Vän                 | Vän                 |                     |                     |                     |
| LaToya Ali           |                      |                     |                     |                     |                     |                     |                     |                     |                     |                     |                     |                     | Vän                 |                     | Gäst                |                     |
| Monyetta Shaw-Carter |                      |                     |                     |                     |                     |                     |                     |                     |                     |                     |                     |                     |                     | Vän                 | Vän                 | Gäst                |
| Courtney Rhodes      |                      |                     |                     |                     |                     |                     |                     |                     |                     |                     |                     |                     |                     |                     | Vän                 |                     |